# Jane Goodall

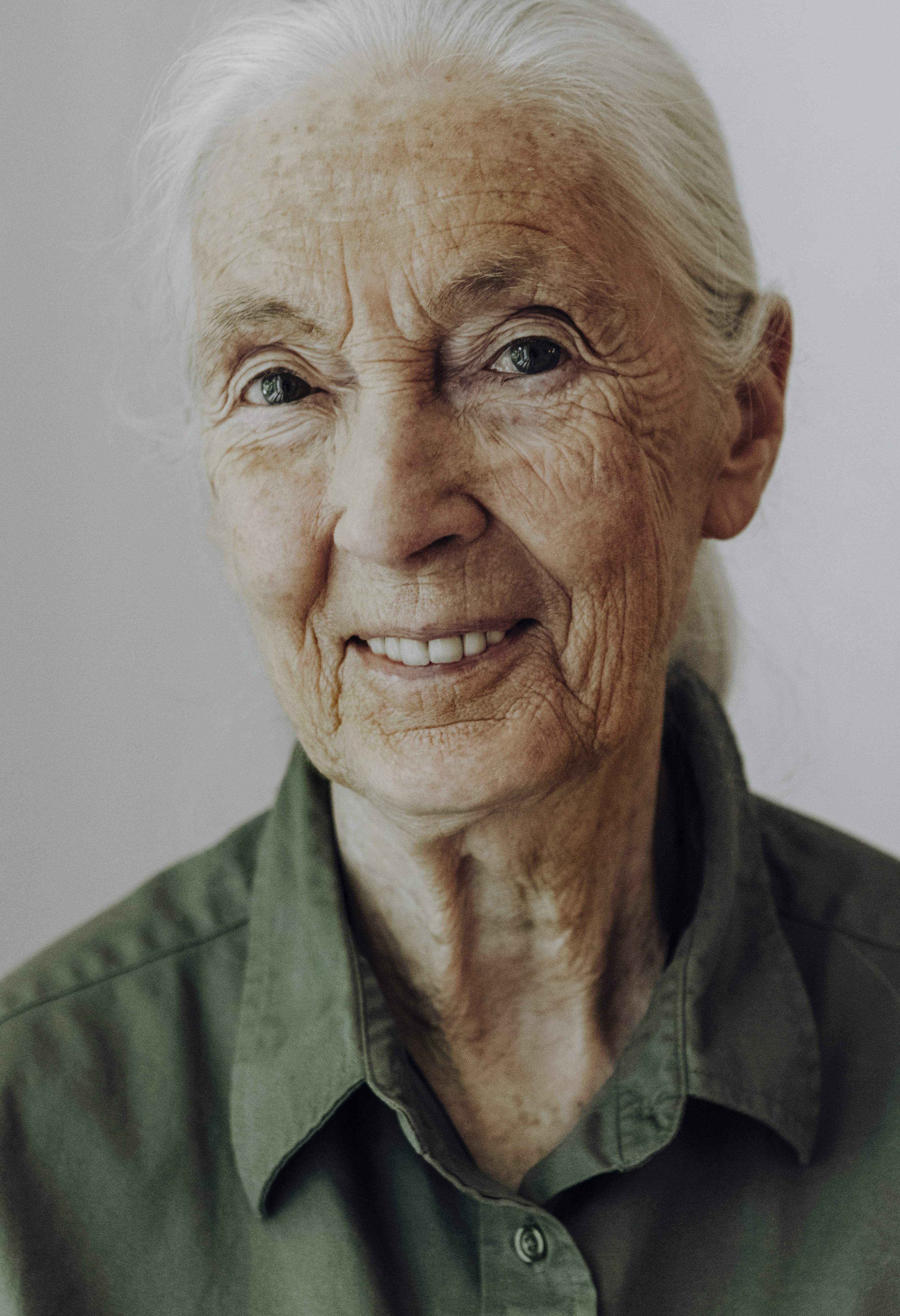
Jane Goodall (2019)

Dame Jane Goodall [ˈɡʊdɔːl] (* 3. April 1934 in London) ist eine britische Verhaltensforscherin, die 1960 begann, das Verhalten von Schimpansen im Gombe-Stream-Nationalpark in Tansania zu untersuchen. Um für den Erhalt der Habitate der Primaten und damit für den Schutz ihrer Arten zu werben, gründete sie das Jane-Goodall-Institut, das Behandlung und Verständnis der Primaten durch öffentliche Bildung und rechtliche Vertretung zu verbessern sucht, die Zusammenarbeit mit lokalen Gemeinden stärken will und junge Leute für diese Aufgaben gewinnt und ausbildet.

## Bedeutung
Goodall ist neben Dian Fossey (Gorillas) und Birutė Galdikas (Orang-Utans) eine von drei Frauen, die auf Anregung des Paläoanthropologen Louis Leakey Anfang der 1960er-Jahre Langzeituntersuchungen über Menschenaffen begannen. Leakey und die drei Forscherinnen vermuteten, von den Beobachtungen des Verhaltens Rückschlüsse auf die Evolution des Verhaltens im Verlauf der Stammesgeschichte des Menschen ziehen zu können.

## Leben
Goodall wurde als Valerie Jane Morris-Goodall geboren. Ihr Vater Mortimer Morris-Goodall war Automobilrennfahrer und Motorsportfunktionär.
Nach ihrer Schulausbildung besuchte Goodall zunächst eine Schule für Sekretärinnen. 1957 verwirklichte sie aber ihren lang gehegten Traum, Afrika kennenzulernen. Auf Einladung eines ehemaligen Schulkameraden reiste sie nach Kenia. Sie fand im Kenya National Museum eine Anstellung und kam in Kontakt mit dessen Direktor Louis Leakey. 1962 wurde der niederländische Baron Hugo van Lawick von der National Geographic Society für einen Filmbeitrag nach Kenia gesandt. Am 28. März 1964 heirateten van Lawick und Goodall. Sie nahm den Doppelnamen Jane Van Lawick-Goodall an. 1967 wurde ihr Sohn Hugo geboren, dessen frühe Kindheitsjahre in Afrika sie 1988 in dem Fotobuch für Kinder Grub: The Bush Baby beschrieben hat.
Obwohl Goodall zuvor nicht studiert hatte und daher den mindestens erforderlichen Bachelor-Grad nicht besaß, durfte sie sich in Anerkennung ihrer außergewöhnlich ertragreichen Verhaltensbeobachtungen mit einer höchst selten erteilten Ausnahmegenehmigung ab 1962 an der University of Cambridge zur Promotion in Ethologie einschreiben. Sie schloss sie 1965 mit Erfolg ab. 1965 trat sie in Miss Goodall and the Wild Chimpanzees (dem ersten von National Geographic jemals produzierten Film), den ihr Ehemann Hugo van Lawick mit ihr gedreht hatte, erstmals im Fernsehen auf. Das alte Filmmaterial wurde 2017 erneut für den Dokumentarfilm Jane von Regisseur Brett Morgan genutzt, der mit der Musik von Philip Glass 2018 in die Kinos kam.
Viele Erkenntnisse über frei lebende Schimpansen sind auf Jane Goodalls Arbeiten zurückzuführen. Sie bestätigte beispielsweise Beobachtungen, die Wolfgang Köhler in den 1910er-Jahren bei gefangenen Artgenossen gemacht hatte, dass Schimpansen zum Gebrauch von Werkzeugen fähig sind: Zum einen brechen sie Zweige ab und angeln damit Termiten aus den Löchern ihrer Bauten; zum anderen verwenden sie Steine als Hammer und Amboss, um Nussschalen zu sprengen. Ferner fand Goodall heraus, dass Schimpansen auch Fleisch fressen und sogar gemeinschaftlich auf die Jagd nach anderen Affenarten gehen sowie in Gruppen andere Schimpansengruppen attackieren. Unterstützt wurde ihre Forschung u. a. durch die Leakey Foundation.
1971 erschien ihr erstes größeres Werk In the Shadow of Man, in dem sie detailreich die Individualität und die persönlichen Dramen der von ihr beobachteten Schimpansen schilderte. Goodall war eine der ersten Forscherinnen, die den von ihr beobachteten Tieren keine Nummern, sondern Namen gab. Diese Praxis stieß damals in der wissenschaftlichen Gemeinde auf Ablehnung, weil dadurch die Objektivität verloren gehe – und nicht zuletzt auch deshalb, weil Jane Goodall zuvor „nur“ als Sekretärin und Kellnerin gearbeitet hatte und kein Studium vorweisen konnte. Inzwischen sind viele Wissenschaftler Goodalls Beispiel gefolgt.
Von 1970 bis 1975 war Goodall Gastprofessorin für Psychiatrie und Humanbiologie an der Stanford University, ab 1973 Gastprofessorin für Zoologie an der Universität von Dar es Salaam. Nach der Scheidung 1974 von ihrem ersten Mann van Lawick heiratete sie 1975 den tansanischen Parlamentsabgeordneten und Direktor der Nationalparks von Tansania Derek Bryceson, mit dessen Hilfe sie den Bestand Gombes als Nationalpark sicherte. Bryceson verstarb 1980 an Krebs. Die Zeit danach bezeichnete Goodall in dem weiter unten erwähnten Dokumentarfilm als die schwierigste ihres Lebens.
1977 wurde ein Bild von ihr bei der Beobachtung von Schimpansen als Bild 60 mit dem Voyager Golden Record in den interstellaren Raum geschickt.
Der Cartoonist Gary Larson veröffentlichte einen Cartoon, in dem eine Äffin beim Lausen ihres Partners ein blondes Haar findet und ihm vorwirft, wieder „bei diesem Flittchen Goodall“ gewesen zu sein. Anders als ihre Institutsmitarbeiter gestattete Goodall, dass T-Shirts mit diesem Cartoon verkauft werden. Der Erlös daraus geht an das von ihr 1977 gegründete Jane Goodall Institute for Wildlife Research, Education and Conservation, das sich den Schutz der bedrohten Schimpansen zum Ziel gesetzt hat.
1986 änderte sie nach einer Konferenz in Chicago über den ethischen Umgang mit Tieren die Richtung ihrer Arbeiten. Sie verschrieb sich nun der Bildung eines breiten Publikums, um die Habitate der Schimpansen besser schützen zu können. Sie begann mit den dortigen Regierungen zusammenzuarbeiten, um einen ökologisch verträglichen Tourismus aufzubauen. Auch gibt sie Unterricht in Ökologie, arbeitet mit lokalen Verwaltungen und Forschungsinstitutionen zusammen und legte ein Schutzprogramm für verwaiste Schimpansen auf.
1990 veröffentlichte sie ihr Buch Through a Window, in dem sie den Standpunkt vertrat, dass das anwachsende Wissen über die geistige und soziale Komplexität der Tiere dazu führen müsse, einen ethisch verantwortbaren Weg des Umgangs mit ihnen zu finden. Dies beziehe sich gleichermaßen auf die Haltung von Tieren als Haustiere, zur Unterhaltung, zur Fleischgewinnung oder in Versuchslaboren wie auch auf sonstige Arten des Umgangs mit ihnen.
1991 gründete Goodall mit Kindern in Tansania die Aktion Roots & Shoots („Wurzeln und Sprösslinge“), die inzwischen bereits in über 40 Ländern aufgegriffen wurde. In den diversen Roots & Shoots-Gruppen sollen vor allem Kinder und Jugendliche eigene Ideen und kleine Projekte im Bereich Natur- und Umweltschutz entwickeln, um so zur Verbesserung sowohl des menschlichen als auch des tierischen Lebens auf der Erde beizutragen.
Heute setzt sich Goodall außerdem im Great Ape Project für bestimmte Rechte der großen Menschenaffen ein, die den Menschenrechten ähnlich sind. 2000 gründete sie die Organisation Ethologists for the Ethical Treatment of Animals. Seit 2002 ist sie UN-Botschafterin des Friedens.
Zudem wirbt sie für Alternativen zu Tierversuchen. Im Mai 2008 forderte sie das Nobelpreiskomitee auf, einen Nobelpreis für Alternativmethoden zu Tierversuchen zu schaffen. 2010 wandte sie sich vehement gegen Gewalt gegen Tiere und gegen Tierversuche, die sie mit Folter verglich.
2010 kam unter dem Titel Jane’s Journey ein Dokumentarfilm des deutschen Regisseurs Lorenz Knauer über den Lebensweg von Jane Goodall in die Kinos.
2018 kam der Dokumentarfilm Jane des US-amerikanischen Regisseurs Brett Morgan in die Kinos.
Ebenfalls 2018 war Goodall im Tierrechtsfilm Citizen Animal – A Small Family’s Quest for Animal Rights zu sehen.
Jane Goodall gehört zum Kreis jener Menschen, die unfähig sind, sich Gesichter zu merken („Gesichtsblindheit“).
Goodall schlussfolgert aus ihren Naturerfahrungen, dass es eine „größere spirituelle Kraft“ gebe, die die Natur übersteige. Sie wolle nicht von „Gott“ sprechen. Das Gefühl, dass eine solche Kraft existiere, sei für sie ausreichend.
Im Februar 2021 forderten Goodall und über 140 Wissenschaftler die EU-Kommission auf, Käfighaltungen bei Nutztieren abzuschaffen.
Im Juni 2022 besuchte Goodall das Programm zur Auswilderung des Waldrapp in Kuchl.

## Ehrungen

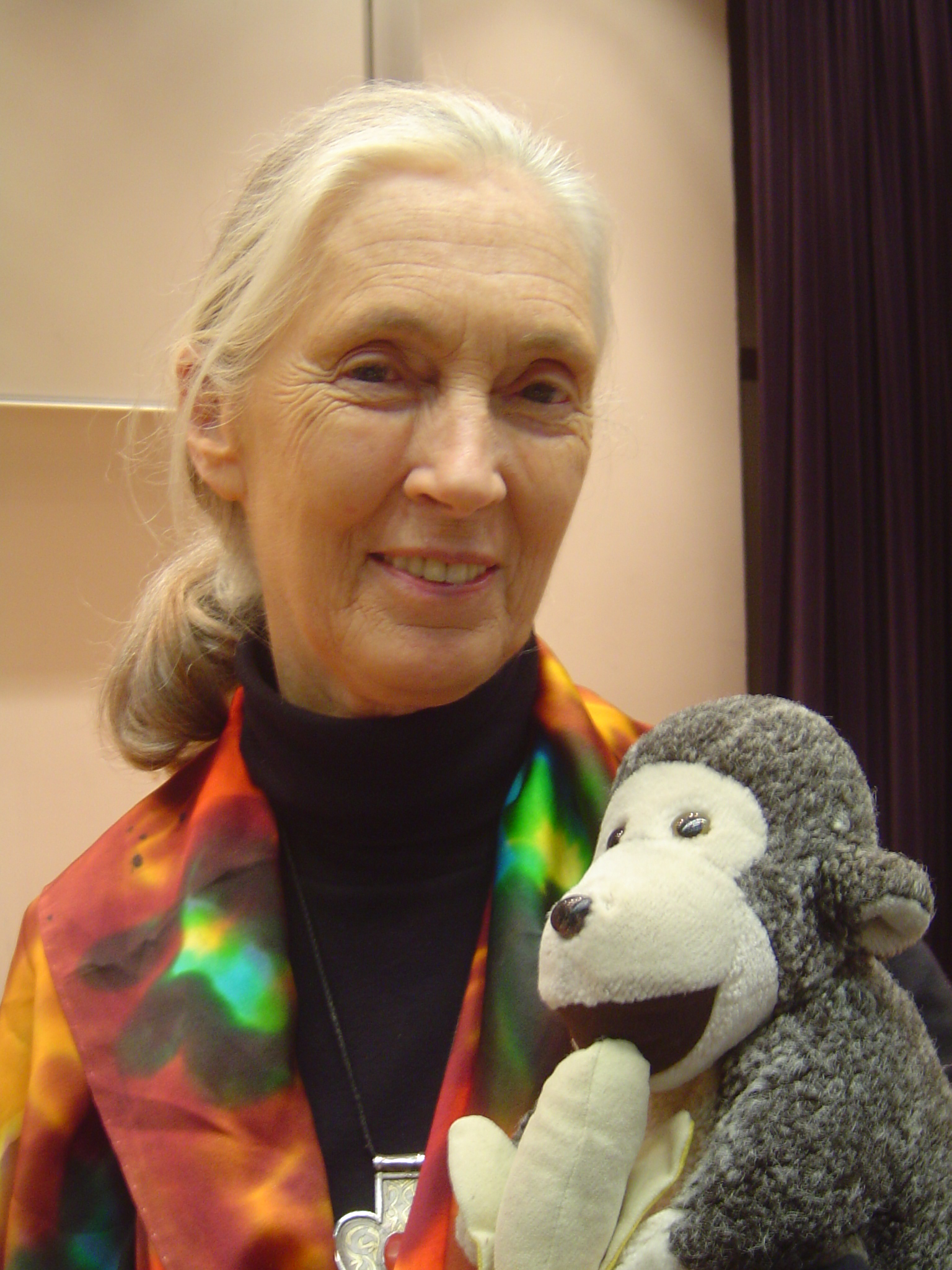
Jane Goodall (2006)

- 1972: Mitglied der American Academy of Arts and Sciences
- 1980: Orden der Goldenen Arche verliehen durch Prinz Bernhard der Niederlande.
- 1987: Gregor-Mendel-Medaille der Deutschen Akademie der Naturforscher Leopoldina
- 1988: Mitglied der American Philosophical Society[18]
- 1990: Kyoto-Preis
- 1990: Wahl in die Deutsche Akademie der Naturforscher Leopoldina
- 1994: Ehrendoktor der Universität Utrecht[19]
- 1997: Global 500 Award
- 1997: Tyler Prize for Environmental Achievement
- 2002: Konrad-Lorenz-Preis
- 2003: Prinz-von-Asturien-Preis
- Ehrenmitglied des Club of Budapest
- 2004: Dame Commander des Order of the British Empire (DBE)
- 2005: Officier der Ehrenlegion
- 2007: Ehrendoktor der University of Liverpool
- 2008: Ehrendoktor der University of Toronto
- 2010: Bambi in der Kategorie Unsere Erde
- 2011: Hamburg-Botschafterin[20]
- 2012: Ehrenratsmitglied im World Future Council[21]
- 2015: My-way-Preis[22]
- 2017: Namensgeberin für den Asteroiden (7175) Janegoodall
- 2017: Namensgeberin für die Jane-Goodall-Grundschule in Berlin-Friedrichshain
- 2019: Order of the Rokel, höchste Auszeichnung der Republik Sierra Leone; überreicht am 27. Februar 2019 durch Staatspräsident Julius Maada Bio[23]
- 2019: Österreichisches Ehrenkreuz für Wissenschaft und Kunst I. Klasse[24]
- 2020: Ehrendoktorin der Universität Zürich[25]
- 2020: Tang-Preis in der Kategorie „Nachhaltige Entwicklung“[26]
- 2021: Templeton-Preis
- 2022: Eine ungewöhnliche Ehrung hat Goodall dadurch erfahren, dass sie anlässlich ihres 88. Geburtstages von der Spielzeugfirma Mattel als Barbie-Puppe auf den Markt gebracht wurde. Auch eine Nachbildung von David Greybeard, dem Schimpansen, mit dem Goodall als Allererstes intensiv zusammenarbeitete und dessen Verhalten sie intensiv studierte, wurde hergestellt. Die Goodall-Barbiepuppe besteht nach Angaben der Firma Mattel aus recyceltem Plastik und erscheint im Zuge einer Serie über inspirierende Frauen.[27][28][29]
- 2024: Erhielt Goodall in Salzburg den Bee-Wild-Award der Artenschutz-Initiative Bee-Wild[30]
- 2025: Presidential Medal of Freedom[31]

## Schriften
- In the shadow of man. William Collins Sons & Co., London 1971, ISBN 0-00-211357-0.
  - Wilde Schimpansen: 10 Jahre Verhaltensforschung am Gombe-Strom. Übers. von Mark W. Rien  Rowohlt, Reinbek bei Hamburg, 1971
- The Chimpanzees of Gombe. Patterns of Behaviour. Belknap Harvard University Press, Cambridge/Massachusetts 1986, ISBN 0-674-11649-6.
- Through a window. My thirty years with the chimpanzees of Gombe. Weidenfeld and Nicolson, London 1990, ISBN 0-297-81117-7
  - Ein Herz für Schimpansen. Meine 30 Jahre am Gombe-Strom. Übers. von Ilse Strasmann. Rowohlt, Reinbek 1996, ISBN 3-498-02464-7.
- mit Phillip Berman: Reason for hope: a spiritual journey. New York: Warner Books, 1999, ISBN 0-446-52225-2
  - Grund zur Hoffnung. Autobiografie. Übers. von Erika Ifang. Riemann, München, 1999, ISBN 3-570-50007-1.
- 50 years at Gombe: a tribute to five decades of wildlife, research, education, and conservation. Stewart, Tabori & Chang, New York, 2010, ISBN 1-58479-878-5
  - Mein Leben für Tiere und Natur: 50 Jahre in Gombe. Bassermann, München, 2010, ISBN 3-8094-8045-2.
- mit Gary McAvoy und Gail Hudson: Harvest for Hope. A Guide to Mindful Eating. Grand Central Publishing, 2005, ISBN 978-0-446-53362-1.
- Hope for Animals and Their World: How Endangered Species Are Being Rescued from the Brink. Grand Central Publishing, 2009, ISBN 0-446-58177-1.
- mit Gail Hudson: Seeds of Hope: Wisdom and Wonder from the World of Plants. Grand Central Publishing, 2014, ISBN 1-4555-1322-9.
- mit Douglas Abrams und Gail Hudson: Das Buch der Hoffnung. Goldmann, München 2021, ISBN 978-3-442-31608-3.

## Filme
- 1994: Jane Goodall – Leben und Legende. (OT: The life and legend of Jane Goodall.) Dokumentarfilm, USA, Großbritannien, 23 Min., Buch: Patrick Prentice, Lynn McDevitt, Kamera: John Davey, Gary Steele, Produktion: National Geographic Society
- 2004: Jane Goodall. Wiedersehen in Gombe. (OT: Jane Goodall’s Return to Gombe.) Dokumentarfilm, USA, Großbritannien, 49 Min., Buch und Regie: Mark Bristow, Produktion: Tigress Productions, Erstsendung: 4. November 2004 (USA), Inhaltsangabe von SRF 1
- 2007: Fast Menschlich: Jane Goodall und ihre Schimpansen. (OT: Almost human with Jane Goodall.) Dokumentarfilm, USA, Großbritannien, 44:30 Min., Buch: Cindy Frei, Kamera: Bill Wallauer, Gil Domb, Produktion: Creative Differences, Discovery Channel, Erstsendung: 28. Oktober 2007 (USA), Inhaltsangabe von SRF 1
- 2010: Jane’s Journey – Die Lebensreise der Jane Goodall. Dokumentarfilm, Tansania, Deutschland, 103 Min., Buch und Regie: Lorenz Knauer, Produktion: Neos Film, CC Medienproduktion, Sphinx Media, Animal Planet, SWR, arte, Cinepostproduction, Licht & Ton, deutscher Kinostart: 2. September 2010, deutsche Erstsendung: 29. April 2012 bei arte, Inhaltsangabe von ARD.[32]
- 2017: Jane. Dokumentarfilm von Brett Morgen[33]

## Interviews
- Matt Rossell: An Interview with Jane Goodall. In: In Defense of Animals (IDA). Archiviert vom Original (nicht mehr online verfügbar) am 9. Juli 2012 (englisch, Diskussion über Tierversuche).
- Alan Jones: Jane Goodall: Blessing the Animals. (Video; 44:08 Minuten) In: FORA.tv. Archiviert vom Original (nicht mehr online verfügbar) am 18. März 2018 (englisch).
- George Stroumboulopoulos: Jane Goodall on George Stroumboulopoulos Tonight: Interview. (YouTube-Video; 10:48 Minuten) In: The Hour with George Stroumboulopoulos. (englisch, kanadische Fernsehserie).
- Alyssa McDonald: The NS Interview: Jane Goodall, primatologist. In: New Statesman. 9. Juli 2010 (englisch).

## Belege
1. ↑  Jane Goddall und Hugo van Lawick: Grub, the Bush Baby. Orion, 1988, ISBN 978-0-395-48696-2
2. ↑  Thesis: Behavior of the Free-Ranging Chimpanzee.
3. ↑  Study Corner – Jane Timeline | the Jane Goodall Institute. 23. September 2009, archiviert vom Original am 23. September 2009; abgerufen am 1. Juli 2023.
4. ↑  Awards and Distinctions – Jane Goodall Institute UK. 27. November 2015, archiviert vom Original am 27. November 2015; abgerufen am 1. Juli 2023.
5. ↑  Dominik Baur: Jane Goodall: Mit 30 nackt durch den Urwald, mit 67 auf Spendentrip durch die Welt. In: Spiegel Online. 4. September 2001, abgerufen am 9. Juni 2018.
6. ↑  Roots & Shoots – Jane Goodall Institut – Deutschland. 14. Oktober 2020, abgerufen am 1. Juli 2023 (britisches Englisch).
7. ↑  Jane Goodall: Eine Affenliebe | Wissen | ZEIT ONLINE. 12. September 2011, archiviert vom Original; abgerufen am 1. Juli 2023.
8. ↑  Announcement: Ethologists for the Ethical Treatment of Animals. In: Lawrence Erlbaum Associates (Hrsg.): Journal of Applied Animal Welfare Science. Band 3, Nr. 3, Juni 2010, S. 277, doi:10.1207/S15327604JAWS0303_11.
9. ↑  James Randerson, science correspondent: Goodall urges Nobel prize for sparing lab animals. In: The Guardian. 27. Mai 2008, ISSN 0261-3077 (theguardian.com [abgerufen am 1. Juli 2023]).
10. ↑  „By and large, students are taught that it is ethically acceptable to perpetrate, in the name of science, what, from the point of view of the animals, would certainly qualify as torture.“ schrieb sie zum Verhältnis von Tierversuchen und Folter (Jane Goodall: Through a Window. My Thirty Years with the Chimpanzees of Gombe, Houghton Mifflin Harcourt 2010, unpaginiertes Afterword).
11. ↑  Ein Film für die ganze Familie: Jane-Goodall-Doku „Jane“. 9. März 2018, abgerufen am 25. April 2020.
12. ↑  citizenanimal.de: Speakers. Abgerufen am 17. Mai 2018.
13. ↑  Oliver Sacks: Face-Blind. In: The New Yorker. 23. August 2010, ISSN 0028-792X (newyorker.com [abgerufen am 13. Februar 2018]).
14. ↑  Negesh Belludi: Legendary Primatologist Jane Goodall on Spirituality. In: Right Attitudes – Ideas for Impact. 23. Dezember 2016, abgerufen am 16. November 2020 (englisch).
15. ↑  Legendary Jane Goodall & 140+ scientists call on EU to end cages in farming. Archiviert vom Original am 4. Dezember 2022; abgerufen am 1. Juli 2023 (englisch).
16. ↑  Jane Goodall für Waldrapp-Projekt in Kuchl. In: orf.at. Abgerufen am 25. Mai 2024.
17. ↑  Grund zur Hoffnung. In: janegoodall.at. Abgerufen am 25. Mai 2024.
18. ↑  American Philosophical Society: Kurzbiografie
19. ↑  Eredoctoraten (op datum, niederländisch). (PDF) Archive Honorary Doctorates. Universität Utrecht, abgerufen am 10. April 2023.
20. ↑  Leute von Welt: Umwelthauptstadt: Affenforscherin Goodall wird Hamburg-Botschafterin – WELT. 22. November 2011, abgerufen am 1. Juli 2023.
21. ↑  Jane Goodall, Ph.D., DBE – World Future Council. 17. April 2018, archiviert vom Original am 17. April 2018; abgerufen am 1. Juli 2023.
22. ↑  Jane Goodall erhält my way-Stiftungspreis. 12. Juni 2015, abgerufen am 1. Juli 2023.
23. ↑  President Julius Maada Bio Decorates Dr Jane Goodall as Officer of the Order of the Rokel. In: Sierra Leone State House Sierra Leone. 27. Februar 2019, abgerufen am 1. Juli 2023 (amerikanisches Englisch).
24. ↑  Österreichisches Ehrenkreuz für Jane Goodall. In: ORF.at. 11. September 2019, abgerufen am 11. September 2019.
25. ↑  Dr. Jane Goodall. In: uzh.ch. Universität Zürich, abgerufen am 16. Februar 2023.
26. ↑  Tang Prize | Laureates. Abgerufen am 1. Juli 2023.
27. ↑  Primatenforscherin Jane Goodall gibt es jetzt als Barbie-Puppe. 12. Juli 2022, abgerufen am 1. Juli 2023.
28. ↑  Affenforscherin Jane Goodall bekommt Barbie zu ihren Ehren. Abgerufen am 1. Juli 2023 (österreichisches Deutsch).
29. ↑  13 07 2022 Um 12:19: Jane Goodall bekommt eine Barbiepuppe. 13. Juli 2022, abgerufen am 1. Juli 2023.
30. ↑  Salzburger Nachrichten, 28. Oktober 2024, Lokales, S. 17
31. ↑  The White House: President Biden Announces Recipients of the Presidential Medal of Freedom. 4. Januar 2025, ehemals im Original (nicht mehr online verfügbar); abgerufen am 5. Januar 2025 (amerikanisches Englisch). (Seite nicht mehr abrufbar. Suche in Webarchiven)
32. ↑  „Auf einen Whisky mit Jane Goodall.“ Interview mit Regisseur Lorenz Knauer (Memento vom 27. Februar 2014 im Internet Archive) In: arte Magazin, 4. April 2012.
33. ↑  Jane (2017). Abgerufen am 6. April 2019 (englisch).

| Personendaten    | Personendaten                                                        |
| ---------------- | -------------------------------------------------------------------- |
| NAME             | Goodall, Jane                                                        |
| ALTERNATIVNAMEN  | Morris-Goodall, Valerie Jane (Geburtsname); Van Lawick-Goodall, Jane |
| KURZBESCHREIBUNG | britische Verhaltensforscherin                                       |
| GEBURTSDATUM     | 3. April 1934                                                        |
| GEBURTSORT       | London                                                               |